# سیارک ۲۱۶۸۹۷
سیارک ۲۱۶۸۹۷ (به انگلیسی: 216897 Golubev، نامگذاری:2009HJ58) دویست و شانزده هزار و هشتصد و نود و هفتمین سیارک کشف شده‌است که در ۲۴ آوریل ۲۰۰۹ کشف شد.